# Christina des Pays-Bas
La princesse Christina des Pays-Bas, princesse d’Orange-Nassau, princesse de Lippe-Biesterfeld, née le 18 février 1947 au palais de Soestdijk, à Baarn, et morte le 16 août 2019 à La Haye, est la quatrième et dernière fille de la reine Juliana des Pays-Bas et du prince consort Bernhard de Lippe-Biesterfeld.

## Biographie
La princesse (Maria) Christina des Pays-Bas est née prinses Maria Christina der Nederlanden (en néerlandais). Au moment de ses 16 ans, elle n'emploie plus que son deuxième prénom Christina au lieu de Marijke, le diminutif néerlandais de son premier prénom Maria, qui est utilisé dès sa naissance par ses parents et ses sœurs, Beatrix, Irène et Margriet.
Sa mère, la reine Juliana, ayant contracté la rubéole durant sa grossesse, Christina est née presque aveugle. La reine fait alors appel à une guérisseuse néerlandaise, Greet Hofmans, pour organiser des séances de prières autour du lit de la princesse Marijke. La guérisseuse exerce rapidement une grande influence sur la reine Juliana, et jusque dans les prises de décisions de celle-ci dans les affaires de l’État, et en particulier sur les questions d'évitement militaire du royaume dans le monde, Greet Hofmans étant une pacifiste convaincue. Face au refus de la reine d'écarter sa nouvelle amie, cette situation conduisit à une crise gouvernementale qui se termina par le départ de Greet Hofmans de la Cour, chassée par le prince Bernhard et ses acolytes en 1956,. La princesse recouvrit plus tard partiellement la vue, grâce à des traitements longs de médecine conventionnelle, et développa un intérêt grandissant pour la musique et révéla en outre un réel talent pour le chant.
Le 28 juin 1975, elle se marie avec Jorge Pérez y Guillermo, un professeur de musique new-yorkais d'origine cubaine, qui a quitté l'île de Cuba après la révolution castriste avec ses parents, le Dr Federico Gilberto Pérez y Castillo (1911-1967), un médecin,, et le Pr Edenia Mercedes Guillermo y Marrero (1925-2002), une universitaire et auteur. Jorge Pérez y Guillermo, dit Jorge Guillermo, obtint la nationalité américaine en 1975, ce qui le sortit de son statut d'apatride,, ayant perdu sa nationalité cubaine de naissance après son exil.
Jorge Guillermo étant de confession catholique, la princesse Christina dut renoncer à ses droits au trône des Pays-Bas pour pouvoir l'épouser et se convertira elle-même, en 1992, à la religion catholique.
La princesse Christina et Jorge Guillermo ont eu trois enfants, qui portent le patronyme Guillermo :
- Bernardo Federico Tomás Guillermo (né à Utrecht, le 17 juin 1977), designer industriel, marié en mars 2009 avec Eva Prinz-Valdez, ils ont une fille et un fils : Isabel Christina Guillermo (née le 13 avril 2009) et Julián Jorge Guillermo (né en 2011)[14] ;
- Nicolás Daniel Mauricio Guillermo (né à Utrecht, le 6 juillet 1979), il a un fils et une fille : Joaquín Guillermo (né en 2020) et Carmen Guillermo (née en 2023)[14] ;
- Juliana Edenia Antonia Guillermo (née à Utrecht, le 8 octobre 1981), en couple avec Tao Bodhi, ils ont trois enfants : Kai Bodhi (né en 2014), Numa Bodhi (né en 2016) et Aida Bodhi (née en 2019)[14].

Jorge Guillermo s'est reconverti par la suite dans les affaires et fut directeur marketing au sein de la compagnie aérienne KLM, puis plus tard au sein du groupe hôtelier Golden Tulip.
La princesse Christina et son époux firent bâtir à Wassenaar la Villa Eikenhorst, entre 1985 et 1987, qui repose sur le grand domaine forestier d'Horsten, et qu'ils ont occupé avec leurs enfants de 1987 à 1996, année où la princesse et Jorge Guillermo divorcent.
La princesse est morte en 2019 des suites d'un cancer des os, dont elle souffrait depuis 2017,.

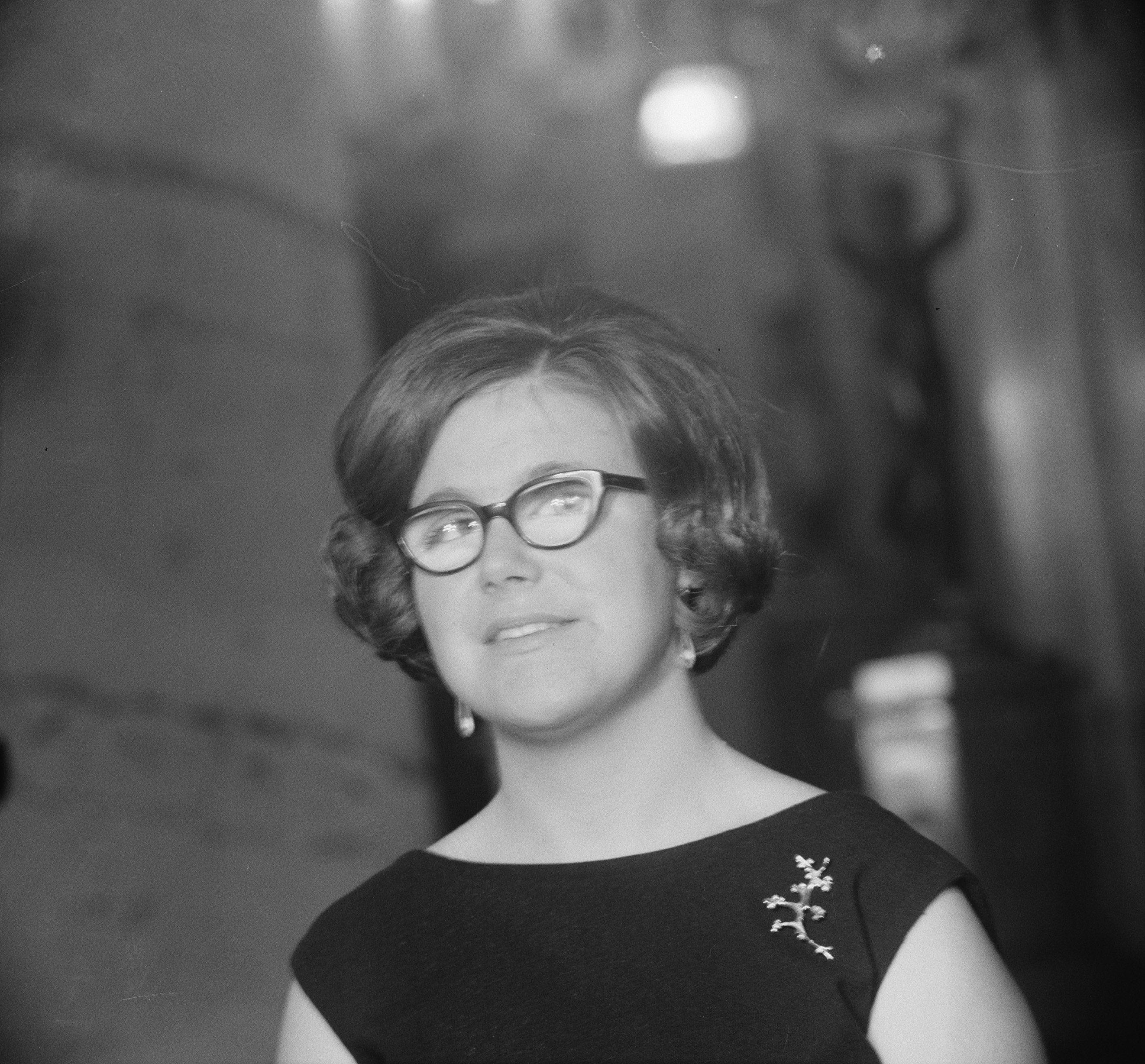
La princesse Christina, le 18 février 1965, le jour de ses dix-huit ans.

## Titres et honneurs

### Titulature
- 18 février 1947 - 16 août 2019 : Son Altesse Royale la princesse Christina des Pays-Bas.